# 迪波德紹

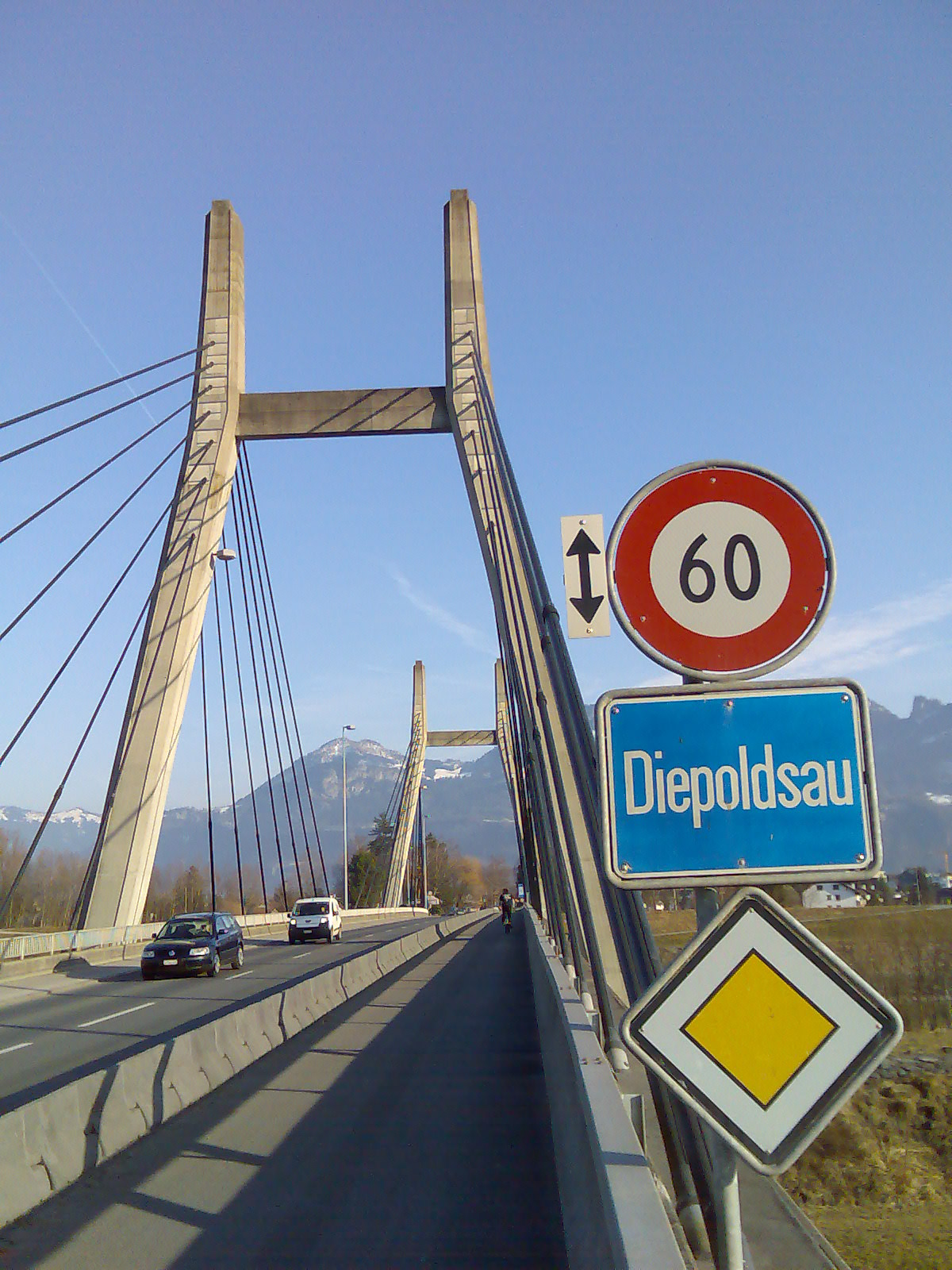

迪波德紹（Diepoldsau）也可翻译为迪波早，是瑞士的城鎮，位於該國東北部，由聖加侖州負責管轄，面積11.23平方公里，海拔高度410米，人口6,066（截止到2013年12月31日），四成半人口信奉羅馬天主教，人口密度每平方公里540人。
政治上迪波早位于莱茵河谷选区。  迪波早大部分位于莱茵河东岸，而老莱茵河在此地构成瑞士与奥地利的国界线。  迪波早城镇由迪波早和施密特两个村庄组成，两者以镇上主路特拉姆大街为界。
47°22′59″N 9°39′00″E / 47.3831°N 9.65°E